# Groot-Brittannië op de Olympische Zomerspelen 1976
Groot-Brittannië nam deel aan de Olympische Zomerspelen 1976 in Montréal, Canada. Met drie gouden medailles werd de slechtste score sinds 1960 behaald.

## Medailleoverzicht
| Sport            | Olympiër | Discipline               | Medaille |
| ---------------- | --- | ------------------------ | -------- |
| Moderne vijfkamp | Jim Fox Danny Nightingale Adrian Parker                                                                                               | team                     | Goud     |
| Zeilen           | John Osborn Reg White | tornado klasse           | Goud     |
| Zwemmen          | David Wilkie | 200m schoolslag (m)      | Goud     |
| Judo             | Keith Remfry | open klasse              | Zilver   |
| Roeien           | Michael Hart Chris Baillieu | dubbel-twee (m)          | Zilver   |
| Roeien           | Richard Clark Tim Crooks Richard Lester Hugh Matheson David Maxwell Leonard Robertson John Yallop Patrick Sweeney Frederick Smallbone | acht (m)                 | Zilver   |
| Zeilen           | Julian Brooke Houghton Rodney Pattisson                                                                                               | flying dutchman          | Zilver   |
| Zwemmen          | David Wilkie | 100m schoolslag (m)      | Zilver   |
| Atletiek         | Brendan Foster | 10000m (m)               | Brons    |
| Boksen           | Patrick Cowdell | -54kg (m)                | Brons    |
| Judo             | David Starbrook | -93kg (m)                | Brons    |
| Wielersport      | Ian Banbury Michael Bennett Robin Croker Ian Hallam                                                                                   | ploegenachtervolging (m) | Brons    |
| Zwemmen          | Alan McClatchey David Dunne Gordon Downie Brian Brinkley                                                                              | 4x200m vrije slag (m)    | Brons    |

## Deelnemers en resultaten

### Atletiek
| Olympiër                                                | Discipline               | Resultaat | Prestatie                                                                                            |
| ------------------------------------------------------- | ------------------------ | --------- | --- |
| Ainsley Bennett                                         | 200m (m)                 | 16e       | serie 6: 1ste in 21,26 kwartfinale 2: 3de in 21,07 halve finale 2: 8ste in 21,52                     |
| Glen Cohen                                              | 400m (m)                 | 26e       | serie 6: 2de in 47,77 kwartfinale 3: 7de in 47,67                                                    |
| David Jenkins                                           | 400m (m)                 | 7e        | serie 5: 1ste in 46,60 kwartfinale 4: 2de in 46,18 halve finale 2: 2de in 45,20 finale: 7de in 45,57 |
| Frank Clement                                           | 800m (m)                 | 15e       | serie 2: 1ste in 1.47,51 halve finale 2: 8ste in 1.48,28                                             |
| Steve Ovett                                             | 800m (m)                 | 5e        | serie 3: 1ste in 1.48,27 halve finale 1: 3de in 1.46,14 finale: 5de in 1.45,44                       |
| Frank Clement                                           | 1500m (m)                | 5e        | serie 3: 2de in 3.37,53 halve finale 2: 4de in 3.38,92 finale: 5de in 3.39,65                        |
| Dave Moorcroft                                          | 1500m (m)                | 7e        | serie 5: 2de in 3.40,69 halve finale 1: 3de in 3.39,88 finale: 7de in 3.40,94                        |
| Steve Ovett                                             | 1500m (m)                | 10e       | serie 2: 1ste in 3.37,89 halve finale 1: 6de in 3.40,34                                              |
| Dave Black                                              | 5000m (m)                | 23e       | serie 1: 9de in 13.39,37                                                                             |
| Brendan Foster                                          | 5000m (m)                | 5e        | serie 3: 1ste in 13.20,34 finale: 5de in 13.26,19                                                    |
| Ian Stewart                                             | 5000m (m)                | 7e        | serie 2: 4de in 13.45,94 finale: 7de in 13.27,65                                                     |
| Bernie Ford                                             | 10000m (m)               | 8e        | serie 1: 6de in 28.17,26 finale: 8ste in 28.17,87                                                    |
| Brendan Foster                                          | 10000m (m)               | Brons     | serie 2: 2de in 28.22,19 finale: 3de in 27.54,92                                                     |
| Tony Simmons                                            | 10000m (m)               | 4e        | serie 3: 1ste in 28.01,82 finale: 4de in 27.56,26                                                    |
| Berwyn Price                                            | 110m horden (m)          | 10e       | serie 1: 2de in 13,82 halve finale 1: 5de in 13,78                                                   |
| Alan Pascoe                                             | 400m horden (m)          | 8e        | serie 4: 2de in 51,66 halve finale 2: 4de in 49,95 finale: 8ste in 51,29                             |
| John Bicourt                                            | 3000m steeplechase (m)   | 16e       | serie 1: 8ste in 8.35,71                                                                             |
| Dennis Coates                                           | 3000m steeplechase (m)   | 9e        | serie 2: 1ste in 8.18,95 finale: 9de in 8.22,99                                                      |
| Tony Staynings                                          | 3000m steeplechase (m)   | 11e       | serie 2: 6de in 8.29,21 finale: 11de in 8.33,66                                                      |
| Ainsley Bennett Glen Cohen David Jenkins Alan Pascoe    | 4x400m (m)               | DNF       | serie 1: niet gefinisht                                                                              |
| Keith Angus                                             | marathon (m)             | 31e       | 2:22.18                                                                                              |
| Jeffrey Norman                                          | marathon (m)             | 26e       | 2:20.04                                                                                              |
| Barry Watson                                            | marathon (m)             | 45e       | 2:28.32                                                                                              |
| Brian Adams                                             | 20km snelwandelen (m)    | 11e       | 1:30.46,2                                                                                            |
| Olly Flynn                                              | 20km snelwandelen (m)    | 14e       | 1:31.42,4                                                                                            |
| Paul Nihill                                             | 20km snelwandelen (m)    | 30e       | 1:36.40,4                                                                                            |
| Roy Mitchell                                            | verspringen (m)          | 15e       | kwalificatie groep B: 3de met 7,69m                                                                  |
| Aston Moore                                             | hink-stap-springen (m)   | DNF       | kwalificatie groep B: geen geldige poging                                                            |
| Jeffrey Gutteridge                                      | polsstokhoogspringen (m) | 24e       | kwalificatie groep B: 11de met 4,80m                                                                 |
| Brian Hooper                                            | polsstokhoogspringen (m) | 16e       | kwalificatie groep B: 7de met 5,10m finale: 16de met 5,00m                                           |
| Geoff Capes                                             | kogelstoten (m)          | 6e        | kwalificatie groep A: 2de met 20,40m finale: 6de met 20,36m                                          |
| Pete Tancred                                            | discuswerpen (m)         | 25e       | kwalificatie groep B: 11de met 55,50m                                                                |
| Chris Black                                             | kogelslingeren (m)       | 7e        | kwalificatie groep B: 1ste met 70,76m finale: 7de met 73,18m                                         |
| Paul Dickenson                                          | kogelslingeren (m)       | 14e       | kwalificatie groep A: 10de met 64,52m                                                                |
|                                                         |                          |           | |
| Sharon Colyear-Danville                                 | 100m (v)                 | 17e       | serie 1: 5de in 11,47 kwartfinale 3: 5de in 11,51                                                    |
| Andrea Lynch                                            | 100m (v)                 | 7e        | serie 5: 2de in 11,40 kwartfinale 2: 3de in 11,36 halve finale 2: 4de in 11,28 finale: 7de in 11,32  |
| Beverley Goddard                                        | 200m (v)                 | 21e       | serie 1: 6de in 23,64 kwartfinale 2: 6de in 23,74                                                    |
| Helen Golden                                            | 200m (v)                 | 24e       | serie 4: 6de in 23,77 kwartfinale 4: 6de in 23,94                                                    |
| Verona Bernard-Elder                                    | 400m (v)                 | 21e       | serie 1: 2de in 52,60 kwartfinale 3: 5de in 52,70                                                    |
| Donna Hartley                                           | 400m (v)                 | 18e       | serie 2: 2de in 52,75 kwartfinale 4: 5de in 52,29                                                    |
| Gladys Taylor                                           | 400m (v)                 | 26e       | serie 4: 5de in 53,46 kwartfinale 2: 5de in 53,71                                                    |
| Liz Barnes                                              | 800m (v)                 | 17e       | serie 3: 5de in 2.01,70                                                                              |
| Angela Creamer                                          | 800m (v)                 | 20e       | serie 4: 4de in 2.03,48                                                                              |
| Chris McMeekin                                          | 800m (v)                 | 26e       | serie 5: 6de in 2.04,54                                                                              |
| Mary Stewart                                            | 1500m (v)                | 13e       | serie 1: 4de in 4.11,10 halve finale 2: 5de in 4.07,65                                               |
| Penny Yule                                              | 1500m (v)                | 25e       | serie 3: 5de in 4.13,36                                                                              |
| Lorna Boothe                                            | 100m horden (v)          | 13e       | serie 3: 4de in 13,69 halve finale 1: 8ste in 13,73                                                  |
| Sharon Colyear                                          | 100m horden (v)          | 15e       | serie 1: 3de in 13,18 halve finale 2: 7de in 17,32                                                   |
| Wendy Clarke Denise Ramsden Sharon Colyear Andrea Lynch | 4x100m (v)               | 8e        | serie 1: 3de in 43,44 finale : 8ste in 43,79                                                         |
| Liz Barnes Gladys Taylor Verona Elder Donna Murray      | 4x400m (v)               | 7e        | serie 2: 3de in 3.27,09 finale : 7de in 3.28,01                                                      |
| Myra Nimmo                                              | verspringen (m)          | 24e       | kwalificatie groep A: 13de met 5,94m                                                                 |
| Sue Reeve                                               | verspringen (m)          | 9e        | kwalificatie groep B: 4de met 6,26m finale: 9de met 6,27m                                            |
| Denise Brown                                            | hoogspringen (m)         | DNF       | kwalificatie groep B: geen geldige poging                                                            |
| Moira Walls                                             | hoogspringen (m)         | 31e       | kwalificatie groep B: 13de met 1,70m                                                                 |
| Tessa Sanderson                                         | speerwerpen (m)          | 10e       | kwalificatie: 7de met 57,18m finale: 10de met 57,00m                                                 |
| Susan Longden                                           | vijfkamp (m)             | 12e       | 4276 punten                                                                                          |

### Boksen
| Olympiër         | Discipline  | Resultaat | Prestatie |
| ---------------- | ----------- | --------- | --- |
| Charlie Magri    | -51kg (m)   | 9e        | 1ste ronde: vrij 2de ronde: W van GHA Quaotsey: walk-over 3de ronde: V van CAN Clyde: knock-out                                                            |
| Patrick Cowdell  | -54kg (m)   | Brons     | 1ste ronde: vrij 2de ronde: W van POL Borkowski: 5-0 3de ronde: W van PUR Silva: 5-0 kwartfinale: W van PHI Fortaleza: 4-1 halve finale: V van PRK Gu: 1-4 |
| Sylvester Mittee | -60kg (m)   | 17e       | 1ste ronde: vrij 2de ronde: V van ROU Cuțov: scheidsrechterlijke beslissing                                                                                |
| Clinton McKenzie | -63,5kg (m) | 9e        | 1ste ronde: W van ITA Zappaterra: 5-0 2de ronde: W van PUR Martinez: 3-2 3de ronde: V van USA Leonard: 0-5                                                 |
| Colin Jones      | -67kg (m)   | 9e        | 1ste ronde: vrij 2de ronde: W van IRL McLoughlin: 5-0 3de ronde: V van ROU Zilberman: 0-5                                                                  |
| Robert Davies    | -71kg (m)   | 9e        | 1ste ronde: W van AUS Devlin: knock-out 2de ronde: V van VEN Lemus: 1-4                                                                                    |
| David Odwell     | -75kg (m)   | 9e        | 1ste ronde: W van MAR Saoud: 5-0 2de ronde: V van YUG Vujković: 0-5                                                                                        |

### Boogschieten
| Olympiër           | Discipline      | Resultaat | Prestatie                                                                              |
| ------------------ | --------------- | --------- | -------------------------------------------------------------------------------------- |
| Stewart Littlefair | individueel (m) | 30e       | 1ste ronde: 32ste met 1096 punten 2de ronde: 30ste met 1142 punten totaal: 2238 punten |
| David Pink         | individueel (m) | 21e       | 1ste ronde: 29ste met 1126 punten 2de ronde: 11de met 1221 punten totaal: 2347 punten  |
|                    |                 |           |                                                                                        |
| Patricia Conway    | individueel (v) | 21e       | 1ste ronde: 16de met 1131 punten 2de ronde: 21ste met 1126 punten totaal: 2257 punten  |
| Rachael Fenwick    | individueel (v) | 23e       | 1ste ronde: 23ste met 1095 punten 2de ronde: 23ste met 1104 punten totaal: 2199 punten |

### Gewichtheffen
| Olympiër            | Discipline  | Resultaat | Prestatie                                                        |
| ------------------- | ----------- | --------- | ---------------------------------------------------------------- |
| Precious McKenzie   | -52kg (m)   | 13e       | trekken: 11de met 90kg stoten: 13de met 110kg totaal: 200kg      |
| Victor Daniels      | -60kg (m)   | 13e       | trekken: 13de met 100kg stoten: 13de met 127,5kg totaal: 227,5kg |
| Kevin Welch-Kennedy | -67,5kg (m) | 9e        | trekken: 6de met 127,5kg stoten: 8ste met 155kg totaal: 272,5kg  |
| Alan Winterbourne   | -67,5kg (m) | 15e       | trekken: 19de met 115kg stoten: 10de met 152,5kg totaal: 267,5kg |
| Gary Langford       | -90kg (m)   | 9e        | trekken: 11de met 147,5kg stoten: 9de met 180kg totaal: 327,5kg  |
| Ken Price           | -90kg (m)   | 13e       | trekken: 16de met 137,5kg stoten: 13de met 170kg totaal: 307,5kg |
| John Burns          | -110kg (m)  | 14e       | trekken: 10de met 157,5kg stoten: 14de met 190kg totaal: 347,5kg |
| Brian Strange       | -110kg (m)  | DNF       | trekken: geen geldige poging                                     |

### Judo
| Olympiër              | Discipline      | Resultaat | Prestatie |
| --------------------- | --------------- | --------- | --- |
| Constantine Alexander | -63kg (m)       | 12e       | 1ste ronde: W van USA Bost 2de ronde: V van ITA Mariani |
| Vacinuff Morrison     | -70kg (m)       | 5e        | 1ste ronde: W van POR Roquete 2de ronde: W van BUL Georgiev kwartfinale: V van JPN Kuramoto herkansingen: W van ESP Rodriguez herkansingen 2: V van FRA Vial |
| Brian Jacks           | -80kg (m)       | 11e       | |
| David Starbrook       | -93kg (m)       | Brons     | |
| Keith Remfry          | +93kg (m)       | 11e       | |
| Keith Remfry          | open klasse (m) | Zilver    | |

### Kanovaren
| Olympiër                                                      | Discipline    | Resultaat | Prestatie                                                                           |
| ------------------------------------------------------------- | ------------- | --------- | ----------------------------------------------------------------------------------- |
| William Reichenstein                                          | C-1 1000m (m) | 14e       | serie 1: 7de in 4.49,20 herkansingen: 4de in 4.37,47                                |
| Douglas Parnham                                               | K-1 500m (m)  | 8e        | serie 2: 3de in 1.58,36 halve finale 3: 3de in 1.56,14 finale: 8ste in 1.50,33      |
| Douglas Parnham                                               | K-1 1000m (m) | 7e        | serie 3: 3de in 3.56,47 halve finale 1: 3de in 3.52,00 finale: 7de in 3.52,64       |
| Stephen Brown Norman Mason                                    | K-2 1000m (m) | 21e       | serie 3: 7de in 3.54,64 herkansingen: 4de in 3.37,60                                |
| Anthony Alan-Williams Brian Haynes John Oliver Alain Williams | K-4 1000m (m) | 10e       | serie 1: 6de in 3.19,35 herkansingen: 2de in 3.09,62 halve finale 3: 5de in 3.11,21 |
|                                                               |               |           |                                                                                     |
| Sheila Burnett                                                | K-1 500m (v)  | 10e       | serie 2: 5de in 2.17,07 herkansingen: 2de in 2.10,59 halve finale 2: 4de in 2.12,07 |
| Pauline Goodwin Hilary Peacock                                | K-2 500m (v)  | 12e       | serie 2: 6de in 2.00,34 herkansingen: 3de in 2.01,68 halve finale 3: 4de in 1.59,53 |

### Moderne vijfkamp
| Olympiër                                | Discipline  | Resultaat | Prestatie    |
| --------------------------------------- | ----------- | --------- | ------------ |
| Jim Fox                                 | individueel | 15e       | 5074 punten  |
| Danny Nightingale                       | individueel | 10e       | 5187 punten  |
| Adrian Parker                           | individueel | 5e        | 5297 punten  |
| Jim Fox Danny Nightingale Adrian Parker | team        | Goud      | 15559 punten |

### Paardensport
| Olympiër                                                               | Discipline  | Resultaat | Prestatie                                                                                         |
| Dressuur                                                               | Dressuur    | Dressuur  | Dressuur                                                                                          |
| ---------------------------------------------------------------------- | ----------- | --------- | ------------------------------------------------------------------------------------------------- |
| Jennie Loriston-Clarke                                                 | individueel | 22e       | kwalificatie: 22ste met 1375 punten                                                               |
| Diana Mason                                                            | individueel | 25e       | kwalificatie: 25ste met 1326 punten                                                               |
| Sarah Whitmore                                                         | individueel | 22e       | kwalificatie: 22ste met 1375 punten                                                               |
| Jennie Loriston-Clarke Diana Mason Sarah Whitmore                      | team        | 8e        | 4076 punten                                                                                       |
| Eventing                                                               |             |           |                                                                                                   |
| Richard Meade                                                          | individueel | 4e        | 141,35 strafpunten                                                                                |
| HRH Princess Anne                                                      | individueel | 24e       | 299,30 strafpunten                                                                                |
| Lucinda Prior-Palmer-Green                                             | individueel | DNF       | niet gefinisht                                                                                    |
| Hugh Thomas                                                            | individueel | DNF       | niet gefinisht                                                                                    |
| Richard Meade HRH Princess Anne Lucinda Prior-Palmer-Green Hugh Thomas | team        | DNF       | niet gefinisht                                                                                    |
| Springconcours                                                         |             |           |                                                                                                   |
| Graham Fletcher                                                        | individueel | 30e       | 1ste ronde: 30ste met 20 strafpunten                                                              |
| Debbie Johnsey                                                         | individueel | 4e        | 1ste ronde: 10de met 8 strafpunten 2de ronde: 2de met 4 strafpunten totaal: 12 strafpunten        |
| Peter Robeson                                                          | individueel | 14e       | 1ste ronde: 2de met 4 strafpunten 2de ronde: 17de met 23,75 strafpunten totaal: 27,75 strafpunten |
| Rowland Fernyhough Graham Fletcher Debbie Johnsey Peter Robeson        | team        | 7e        | 1ste ronde: 8ste met 44 strafpunten 2de ronde: 5de met 32 strafpunten totaal: 76 strafpunten      |

### Roeien
| Olympiër | Discipline      | Resultaat | Prestatie                                                                                         |
| --- | --------------- | --------- | ------------------------------------------------------------------------------------------------- |
| Chris Baillieu Michael Hart | dubbel-twee (m) | Zilver    | serie 1: 3de in 6.40,86 halve finale 1: 2de in 6.18,38 finale: 2de in 7.15,26                     |
| David Sturge Henry Clay | twee-zonder (m) | 12e       | serie 3: 4de in 7.03,84 herkansingen: 2de halve finale 2: 6de in 6.49,58 finale B: 6de in 7.36,12 |
| Neil Christie James MacLeod David Webb                                                                                                | twee-met (m)    | 7e        | serie 3: 3de in 7.40,22 halve finale 2: 4de in 7.11,67 finale B: 1ste in 8.06,93                  |
| Andrew Justice Mark Hayter Allan Whitwell Thomas Bishop                                                                               | dubbel-vier (m) | 9e        | serie 1: 4de in 5.58,79 herkansingen: 3de in 5.58,68 finale B: 3de in 6.32,83                     |
| Richard Ayling Neil Keron Bill Mason David Townsend                                                                                   | vier-zonder (m) | 12e       | serie 2: 2de in 6.16,32 halve finale 1: 6de in 6.08,71 finale B: 6de in 6.53,02                   |
| Richard Clark Tim Crooks Richard Lester Hugh Matheson David Maxwell Leonard Robertson John Yallop Patrick Sweeney Frederick Smallbone | acht (m)        | Zilver    | serie 2: 2de in 5.36,97 herkansingen: 1ste in 5.40,00 finale: 2de in 6.00,82                      |
| |                 |           |                                                                                                   |
| Lin Clark Beryl Mitchell | twee-zonder (v) | 10e       | serie 1: 6de in 3.42,53 herkansingen: 4de in 4.02,54 finale B: 4de in 4.07,99                     |
| Gillian Webb Pauline Bird-Hart Clare Grove Diana Bishop Pauline Wright                                                                | vier-met (v)    | 8e        | serie 1: 4de in 3.33,90 herkansingen: 6de finale B: 2de in 3.47,76                                |

### Schermen
| Olympiër                                                                             | Discipline      | Resultaat | Prestatie |
| ------------------------------------------------------------------------------------ | --------------- | --------- | --- |
| Tim Belson                                                                           | degen (m)       | 39e       | 1ste ronde groep 3: 4de met 2 overwinningen                                                                                     |
| Teddy Bourne                                                                         | degen (m)       | 28e       | 1ste ronde groep 8: 1ste met 4 overwinningen 2de ronde groep 2: 5de met 2 overwinningen                                         |
| Ralph Johnson                                                                        | degen (m)       | 15e       | 1ste ronde groep 1: 1ste met 3 overwinningen 2de ronde groep 6: 4de met 2 overwinningen halve finale 3: 3de met 2 overwinningen |
| Teddy Bourne Bill Hoskyns Ralph Johnson Tim Belson Martin Beevers                    | degen team (m)  | 9e        | 1ste ronde groep 1: 2de met 1 overwinning 2de ronde groep 2: 2de met 0 overwinningen                                            |
| Rob Bruniges                                                                         | floret (m)      | 23e       | 1ste ronde groep 5: 4de met 3 overwinningen 2de ronde groep 2: 3de met 2 overwinningen halve finale 4: 6de met 1 overwinning    |
| Barry Paul                                                                           | floret (m)      | 31e       | 1ste ronde groep 2: 4de met 4 overwinningen 2de ronde groep 6: 6de met 1 overwinning                                            |
| Graham Paul                                                                          | floret (m)      | 20e       | 1ste ronde groep 6: 4de met 2 overwinningen 2de ronde groep 5: 4de met 2 overwinningen halve finale 3: 5de met 1 overwinning    |
| Geoffrey Grimmett Barry Paul Rob Bruniges Graham Paul Nick Bell                      | floret team (m) | 6e        | 1ste ronde groep 1: 2de met 1 overwinning kwartfinale 1: 2de met 0 overwinningen                                                |
| Richard Cohen                                                                        | sabel (m)       | 26e       | 1ste ronde groep 8: 2de met 3 overwinningen 2de ronde groep 1: 5de met 1 overwinning                                            |
| John Deanfield                                                                       | sabel (m)       | 30e       | 1ste ronde groep 2: 4de met 1 overwinning 2de ronde groep 6: 6de met 0 overwinningen                                            |
| Peter Mather                                                                         | sabel (m)       | 33e       | 1ste ronde groep 3: 4de met 1 overwinning 2de ronde groep 3: 6de met 0 overwinningen                                            |
| Bill Hoskyns Peter Mather John Deanfield Richard Cohen                               | sabel team (m)  | 9e        | 1ste ronde groep 3: 3de met 1 overwinning                                                                                       |
|                                                                                      |                 |           | |
| Wendy Ager-Grant                                                                     | floret (v)      | 22e       | 1ste ronde groep 3: 2de met 3 overwinningen 2de ronde groep 3: 4de met 3 overwinningen halve finale 3: 6de met 1 overwinning    |
| Clare Henley-Halsted                                                                 | floret (v)      | 19e       | 1ste ronde groep 8: 2de met 4 overwinningen 2de ronde groep 6: 4de met 3 overwinningen halve finale 1: 6de met 1 overwinning    |
| Susan Wrigglesworth                                                                  | floret (v)      | 13e       | 1ste ronde groep 9: 2de met 4 overwinningen 2de ronde groep 5: 3de met 3 overwinningen halve finale 2: 1ste met 4 overwinningen |
| Wendy Ager-Grant Susan Wrigglesworth Hilary Cawthorne Clare Henley-Halsted Sue Green | floret team (v) | 7e        | 1ste ronde groep 4: 2de met 2 overwinningen kwartfinale 3: 2de met 0 overwinningen                                              |

### Schietsport
| Olympiër           | Discipline             | Resultaat | Prestatie                        |
| ------------------ | ---------------------- | --------- | -------------------------------- |
| Malcolm Cooper     | 50m geweer 3 houdingen | 18e       | 1140 punten: (392-383-365)       |
| Barry Dagger       | 50m geweer 3 houdingen | 20e       | 1137 punten: (392-375-369)       |
| Alister Allan      | 50m geweer liggend     | 51e       | 584 punten: (98-94-99-100-96-97) |
| Anthony Greenfield | 50m geweer liggend     | 20e       | 590 punten: (100-98-97-98-99-98) |
| Laszlo Antal       | 50m pistool            | 12e       | 553 punten: (91-95-89-89-93-96)  |
| John Cooke         | 25m snelvuurpistool    | 31e       | 583 punten: (291-292)            |
| Brian Girling      | 25m snelvuurpistool    | 15e       | 587 punten: (292-295)            |
| John Anthony       | 50m bewegend doel      | 23e       | 537 punten: (272-265)            |
| John Gough         | 50m bewegend doel      | 21e       | 543 punten: (276-267)            |
| Brian Hebditch     | skeet                  | 47e       | 184 punten                       |
| Joe Neville        | skeet                  | 22e       | 191 punten                       |
| Peter Boden        | trap                   | 28e       | 169 punten                       |
| Malcolm Jenkins    | trap                   | 18e       | 177 punten                       |

### Schoonspringen
| Olympiër       | Discipline    | Resultaat | Prestatie                          |
| -------------- | ------------- | --------- | ---------------------------------- |
| Trevor Simpson | 3m plank (m)  | 20e       | voorronde: 20ste met 450,81 punten |
| Chris Snode    | 3m plank (m)  | 18e       | voorronde: 18de met 479,79 punten  |
| Martyn Brown   | 10m toren (m) | 23e       | voorronde: 23ste met 413,34 punten |
|                |               |           |                                    |
| Helen Koppell  | 3m plank (v)  | 13e       | voorronde: 13de met 396,96 punten  |

### Turnen
| Olympiër           | Discipline               | Resultaat | Prestatie                                                            |
| ------------------ | ------------------------ | --------- | -------------------------------------------------------------------- |
| Jeff Davis         | individuele meerkamp (m) | 85e       | kwalificatie: 85ste met 102,50 punten                                |
| Ian Neale          | individuele meerkamp (m) | 73e       | kwalificatie: 73ste met 105,40 punten                                |
| Tommy Wilson       | individuele meerkamp (m) | 82e       | kwalificatie: 82ste met 103,45 punten                                |
|                    |                          |           |                                                                      |
| Susan Cheesebrough | individuele meerkamp (v) | 79e       | kwalificatie: 79ste met 71,45 punten                                 |
| Avril Lennox       | individuele meerkamp (v) | 35e       | kwalificatie: 53ste met 73,65 punten finale: 35ste met 73,875 punten |
| Barbara Slater     | individuele meerkamp (v) | 68e       | kwalificatie: 68ste met 72,60 punten                                 |

### Wielersport
| Olympiër                                                  | Discipline                    | Resultaat | Prestatie |
| Baan                                                      | Baan                          | Baan      | Baan |
| --------------------------------------------------------- | ----------------------------- | --------- | --- |
| Trevor Gadd                                               | sprint (m)                    | 12e       | 1ste ronde serie 11: 2de 1ste ronde herkansingen: 1ste 2de ronde serie 5: 3de 2de ronde herkansingen: 2de                                    |
| Paul Medhurst                                             | tijdrit (m)                   | 19e       | 1.10,67 |
| Ian Hallam                                                | individuele achtervolging (m) | 20e       | kwalificatie: 20ste |
| Ian Banbury Michael Bennett Robin Croker Ian Hallam       | ploegenachtervolging (m)      | Brons     | kwalificatie: 4de kwartfinale: W van Polen: 4.23,78 halve finale: V van Bondsrepubliek Duitsland: 4.28,24 bronzen finale: V van DDR: 4.22,41 |
| Weg                                                       |                               |           | |
| Philip Griffiths                                          | wegwedstrijd (m)              | DNF       | niet gefinisht |
| Dudley Hayton                                             | wegwedstrijd (m)              | 43e       | 4:54.26 |
| William Nickson                                           | wegwedstrijd (m)              | DNF       | niet gefinisht |
| Joseph Waugh                                              | wegwedstrijd (m)              | 35e       | 4:49.01 |
| Paul Carbutt Phil Griffiths Dudley Hayton William Nickson | ploegentijdrit (m)            | 6e        | 2:13.10 |

### Worstelen
| Olympiër          | Discipline  | Resultaat   | Prestatie                                                                                   |
| Vrije stijl       | Vrije stijl | Vrije stijl | Vrije stijl                                                                                 |
| ----------------- | ----------- | ----------- | ------------------------------------------------------------------------------------------- |
| Amrik Singh Gill  | -57kg (m)   | 18e         | 1ste ronde: V van MEX Lopez 2de ronde: V van CUB Ramos                                      |
| Kenneth Dawes     | -62kg (m)   | 14e         | 1ste ronde: V van URS Timofeyev 2de ronde: V van FRG Giray                                  |
| Joseph Gilligan   | -68kg (m)   | 15e         | 1ste ronde: W van ARG Fiszman 2de ronde: V van GDR Probst 3de ronde: V van FRG Weisenberger |
| Keith Haward      | -74kg (m)   | 19e         | 1ste ronde: V van ROU Pîrcălabu 2de ronde: V van FIN Övermark                               |
| Anthony Shacklady | -82kg (m)   | 14e         | 1ste ronde: V van USA Peterson 2de ronde: V van FRG Seger                                   |
| Maurice Allan     | -90kg (m)   | 12e         | 1ste ronde: V van SWE Andersson 2de ronde: W van SEN Sarr 3de ronde: V van URS Tediashvili  |
| Keith Peache      | -82kg (m)   | 14e         | 1ste ronde: V van USA Hellickson 2de ronde: V van CAN Daniarr                               |

### Zeilen
| Olympiër                                                | Discipline      | Resultaat | Prestatie                               |
| ------------------------------------------------------- | --------------- | --------- | --------------------------------------- |
| David Howlett                                           | finn klasse     | 7e        | 77,7 punten: (7-1-19-23-22-6-1)         |
| Philip Crebbin Derek Clark                              | 470 klasse      | 6e        | 69,4 punten: (17-DSQ-1-3-19-5-3)        |
| Rodney Pattisson Julian Brooke Houghton                 | flying dutchman | Zilver    | 51,7 punten: (1-2-4-3-18-12-11)         |
| Reg White John Osborn                                   | tornado klasse  | Goud      | 18,0 punten: (1-1-5-1-4-1-DNS)          |
| Alan Warren David Hunt                                  | tempest klasse  | 14e       | 104,0 punten: (12-12-14-9-13-opgave-8)  |
| Iain MacDonald-Smith Michael Baker-Harber Barry Dunning | soling klasse   | 13e       | 102,0 punten: (15-16-5-13-18-10-opgave) |

### Zwemmen
| Olympiër                                                 | Discipline            | Resultaat | Prestatie                                                                           |
| -------------------------------------------------------- | --------------------- | --------- | ----------------------------------------------------------------------------------- |
| Kevin Burns                                              | 100m vrije slag (m)   | 17e       | serie 6: 4de in 53,23                                                               |
| Martin Smith                                             | 100m vrije slag (m)   | 15e       | serie 2: 3de in 53,17 halve finale 2: 7de in 53,11                                  |
| Brian Brinkley                                           | 200m vrije slag (m)   | 9e        | serie 2: 2de in 1.53,07                                                             |
| Gordon Downie                                            | 200m vrije slag (m)   | 7e        | serie 5: 2de in 1.52,47 finale: 7de in 1.52,78                                      |
| Alan McClatchey                                          | 200m vrije slag (m)   | 25e       | serie 7: 4de in 1.55,84                                                             |
| Gordon Downie                                            | 400m vrije slag (m)   | 14e       | serie 6: 3de in 4.01,00                                                             |
| Alan McClatchey                                          | 400m vrije slag (m)   | 15e       | serie 5: 3de in 4.02,9                                                              |
| David Parker                                             | 1500m vrije slag (m)  | 12e       | serie 1: 3de in 15.46,60                                                            |
| Paul Sparkes                                             | 1500m vrije slag (m)  | 19e       | serie 2: 4de in 15.59,04                                                            |
| Gary Abraham                                             | 100m rugslag (m)      | 22e       | serie 3: 4de in 1.00,61                                                             |
| Jim Carter                                               | 100m rugslag (m)      | 18e       | serie 3: 3de in 1.00,39                                                             |
| Jim Carter                                               | 200m rugslag (m)      | 15e       | serie 3: 2de in 2.08,05                                                             |
| Peter Lerpiniere                                         | 200m rugslag (m)      | 23e       | serie 5: 6de in 2.09,88                                                             |
| Duncan Goodhew                                           | 100m schoolslag (m)   | 7e        | serie 1: 1ste in 1.04,92 (OR) halve finale 1: 3de in 1.04,59 finale: 7de in 1.04,66 |
| David Leigh                                              | 100m schoolslag (m)   | 13e       | serie 3: 1ste in 1.06,12 halve finale 2: 7de in 1.05,91                             |
| David Wilkie                                             | 100m schoolslag (m)   | Zilver    | serie 4: 1ste in 1.05,19 halve finale 1: 1ste in 1.04,29 finale: 2de in 1.03,43     |
| David Leigh                                              | 200m schoolslag (m)   | 16e       | serie 2: 4de in 2.25,58                                                             |
| Paul Naisby                                              | 200m schoolslag (m)   | DSQ       | serie 4: gediskwalificeerd                                                          |
| David Wilkie                                             | 200m schoolslag (m)   | Goud      | serie 4: 1ste in 2.18,29 (OR) finale: 1ste in 2.15,11                               |
| Richard Iredale                                          | 100m vlinderslag (m)  | 28e       | serie 6: 5de in 58,50                                                               |
| John Mills                                               | 100m vlinderslag (m)  | 10e       | serie 5: 2de in 56,53 halve finale 1: 5de in 56,54                                  |
| Jon Jon Park                                             | 100m vlinderslag (m)  | 20e       | serie 3: 5de in 57,42                                                               |
| Brian Brinkley                                           | 200m vlinderslag (m)  | 6e        | serie 3: 2de in 2.01,93 finale: 6de in 2.01,49                                      |
| Gordon Hewit                                             | 200m vlinderslag (m)  | 27e       | serie 1: 5de in 2.07,60                                                             |
| Sean Maher                                               | 200m vlinderslag (m)  | 19e       | serie 1: 1ste in 2.05,95                                                            |
| Jim Carter                                               | 400m wisselslag (m)   | 20e       | serie 5: 4de in 4.41,25                                                             |
| Duncan Cleworth                                          | 400m wisselslag (m)   | 22e       | serie 3: 5de in 4.42,25                                                             |
| Alan McClatchey                                          | 400m wisselslag (m)   | 12e       | serie 1: 3de in 4.34,41                                                             |
| Alan McClatchey David Dunne Gordon Downie Brian Brinkley | 4x200m vrije slag (m) | Brons     | serie 1: 2de in 7.37,92 finale: 3de in 7.32,11                                      |
| Brian Brinkley Gary Abraham Duncan Goodhew Kevin Burns   | 4x100m wisselslag (m) | 4e        | serie 1: 2de in 3.52,35 finale: 4de in 3.49,56                                      |
|                                                          |                       |           |                                                                                     |
| Susan Edmondson                                          | 100m vrije slag (v)   | 28e       | serie 4: 3de in 1.00,64                                                             |
| Elaine Gray                                              | 100m vrije slag (v)   | 24e       | serie 3: 4de in 1.00,31                                                             |
| Susan Barnard                                            | 200m vrije slag (v)   | 23e       | serie 6: 5de in 2.08,67                                                             |
| Ann Bradshaw                                             | 200m vrije slag (v)   | 28e       | serie 4: 6de in 2.10,93                                                             |
| Susan Edmondson                                          | 200m vrije slag (v)   | 26e       | serie 5: 5de in 2.10,08                                                             |
| Susan Barnard                                            | 400m vrije slag (v)   | 19e       | serie 3: 3de in 4.30,05                                                             |
| Susan Edmondson                                          | 400m vrije slag (v)   | 23e       | serie 4: 6de in 4.33,33                                                             |
| Joy Beasley                                              | 100m rugslag (v)      | 21e       | serie 3: 5de in 1.06,66                                                             |
| Amanda James                                             | 100m rugslag (v)      | 23e       | serie 2: 4de in 1.07,28                                                             |
| Joy Beasley                                              | 200m rugslag (v)      | 20e       | serie 2: 5de in 2.25,14                                                             |
| Sharron Davies                                           | 200m rugslag (v)      | 19e       | serie 4: 5de in 2.24,94                                                             |
| Kim Wilkinson                                            | 200m rugslag (v)      | 24e       | serie 3: 6de in 2.26,53                                                             |
| Helen Burnham                                            | 100m schoolslag (v)   | 26e       | serie 4: 5de in 1.17,31                                                             |
| Christine Jarvis                                         | 100m schoolslag (v)   | 10e       | serie 6: 3de in 1.14,94 halve finale 1: 6de in 1.14,59                              |
| Maggie Kelly-Hohmann                                     | 100m schoolslag (v)   | 7e        | serie 5: 2de in 1.14,23 halve finale 2: 3de in 1.13,57 finale: 7de in 1.14,20       |
| Christine Jarvis                                         | 200m schoolslag (v)   | 14e       | serie 2: 4de in 2.41,61                                                             |
| Margaret Kelly                                           | 200m schoolslag (v)   | 7e        | serie 3: 1ste in 2.39,01 finale: 7de in 2.38,37                                     |
| Debbie Rudd                                              | 200m schoolslag (v)   | 8e        | serie 1: 2de in 2.38,26 finale: 8ste in 2.39,01                                     |
| Jane Alexander                                           | 100m vlinderslag (v)  | 28e       | serie 1: 5de in 1.06,33                                                             |
| Joanne Atkinson                                          | 100m vlinderslag (v)  | 18e       | serie 2: 3de in 1.04,70                                                             |
| Sue Jenner                                               | 100m vlinderslag (v)  | 14e       | serie 1: 3de in 1.04,19 halve finale 2: 8ste in 1.04,06                             |
| Anne Adams                                               | 200m vlinderslag (v)  | 22e       | serie 3: 5de in 2.22,62                                                             |
| Jane Alexander                                           | 200m vlinderslag (v)  | 30e       | serie 4: 7de in 2.26,61                                                             |
| Joanne Atkinson                                          | 200m vlinderslag (v)  | 18e       | serie 2: 5de in 2.21,23                                                             |
| Anne Adams                                               | 400m wisselslag (v)   | 14e       | serie 1: 3de in 5.09,60                                                             |
| Ann Bradshaw                                             | 400m wisselslag (v)   | 16e       | serie 1: 4de in 5.10,82                                                             |
| Susan Richardson                                         | 400m wisselslag (v)   | 11e       | serie 3: 4de in 5.06,39                                                             |
| Debbie Hill Ann Bradshaw Susan Edmondson Elaine Gray     | 4x100m vrije slag (v) | 11e       | serie 2: 5de in 4.00,97                                                             |
| Joy Beasley Maggie Kelly-Hohmann Sue Jenner Debbie Hill  | 4x100m wisselslag (v) | 6e        | serie 2: 3de in 4.23,91 finale: 6de in 4.23,25                                      |

Amerikaanse Maagdeneilanden · Andorra · Antigua en Barbuda · Argentinië · Australië · Bahama's · Barbados · België · Belize · Bermuda · Bolivia · Bondsrepubliek Duitsland · Brazilië · Bulgarije · Canada · Chili · Colombia · Costa Rica · Cuba · Denemarken · Dominicaanse Republiek · Duitse Democratische Republiek · Ecuador · Egypte · Fiji · Filipijnen · Finland · Frankrijk · Griekenland · Groot-Brittannië · Guatemala · Haïti · Honduras · Hongarije · Hongkong · Ierland · IJsland · India · Indonesië · Iran · Israël · Italië · Ivoorkust · Jamaica · Japan · Joegoslavië · Kaaimaneilanden · Kameroen · Koeweit · Libanon · Liechtenstein · Luxemburg · Maleisië · Marokko · Mexico · Monaco · Mongolië · Nederland · Nederlandse Antillen · Nepal · Nicaragua · Nieuw-Zeeland · Noord-Korea · Noorwegen · Oostenrijk · Pakistan · Panama · Papoea-Nieuw-Guinea · Paraguay · Peru · Polen · Portugal · Puerto Rico · Roemenië · San Marino · Saoedi-Arabië · Senegal · Singapore · Sovjet-Unie · Spanje · Suriname · Thailand · Trinidad en Tobago · Tsjecho-Slowakije · Tunesië · Turkije · Uruguay · Venezuela · Verenigde Staten · Zuid-Korea · Zweden · Zwitserland